# Aenasiella lunulatus
Aenasiella lunulatus är en stekelart som först beskrevs av Girault 1915.  Aenasiella lunulatus ingår i släktet Aenasiella och familjen sköldlussteklar. Inga underarter finns listade i Catalogue of Life.